# Гаршаварман II
Гаршаварман II (кхмер. ហស៌វរ្ម័នទី២) — правитель Кхмерської імперії.

## Життєпис
Син Джаявармана IV. Його правління було нетривалим. Столицею Гаршавармана II було місто Кох Кер, втім його двоюрідний брат і спадкоємець, Раджендраварман II, повернувши собі владу в Ангкорі, переніс столицю назад до Яшодхарапури.